# Waymo

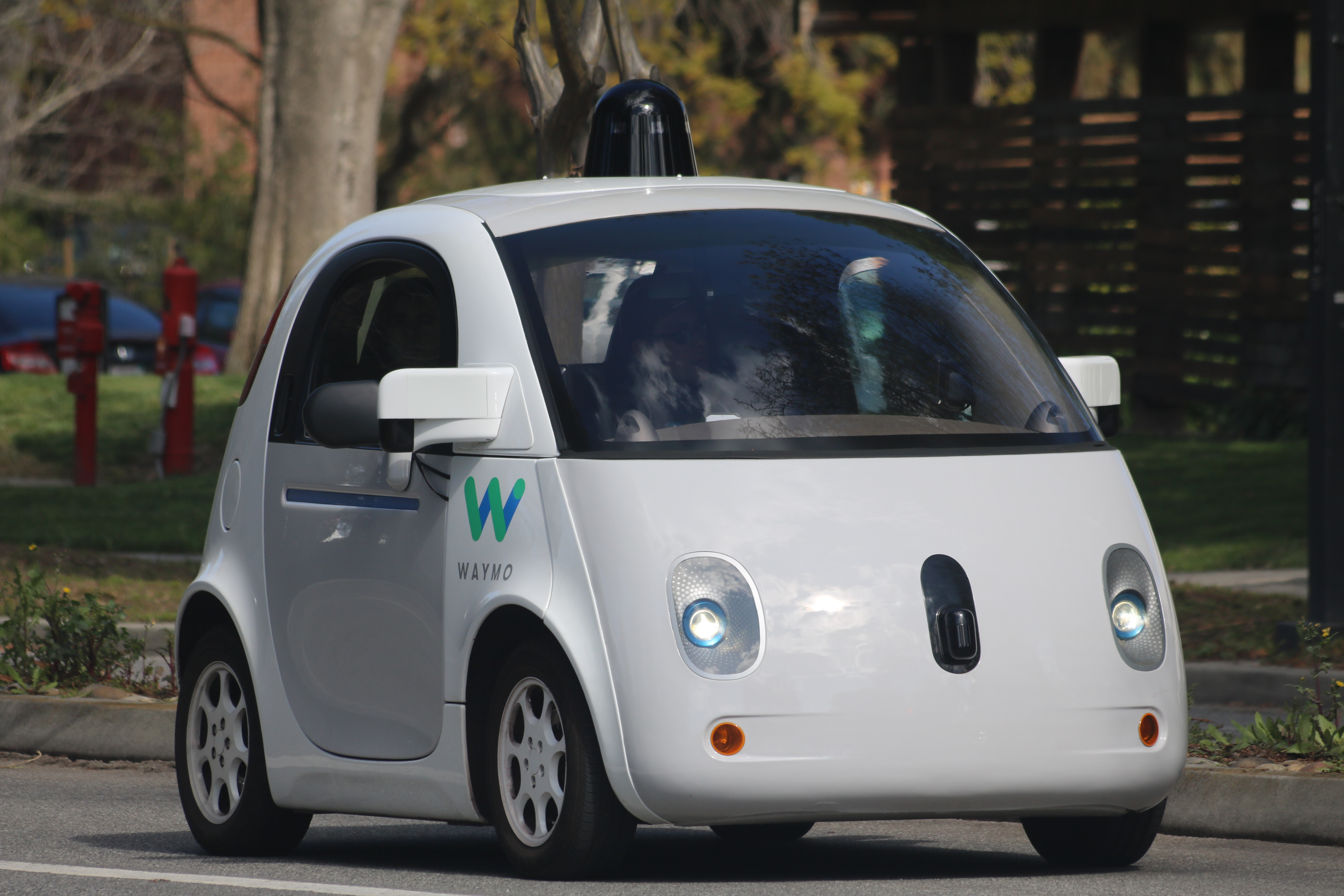
Un cotxe sense conductor de Waymo

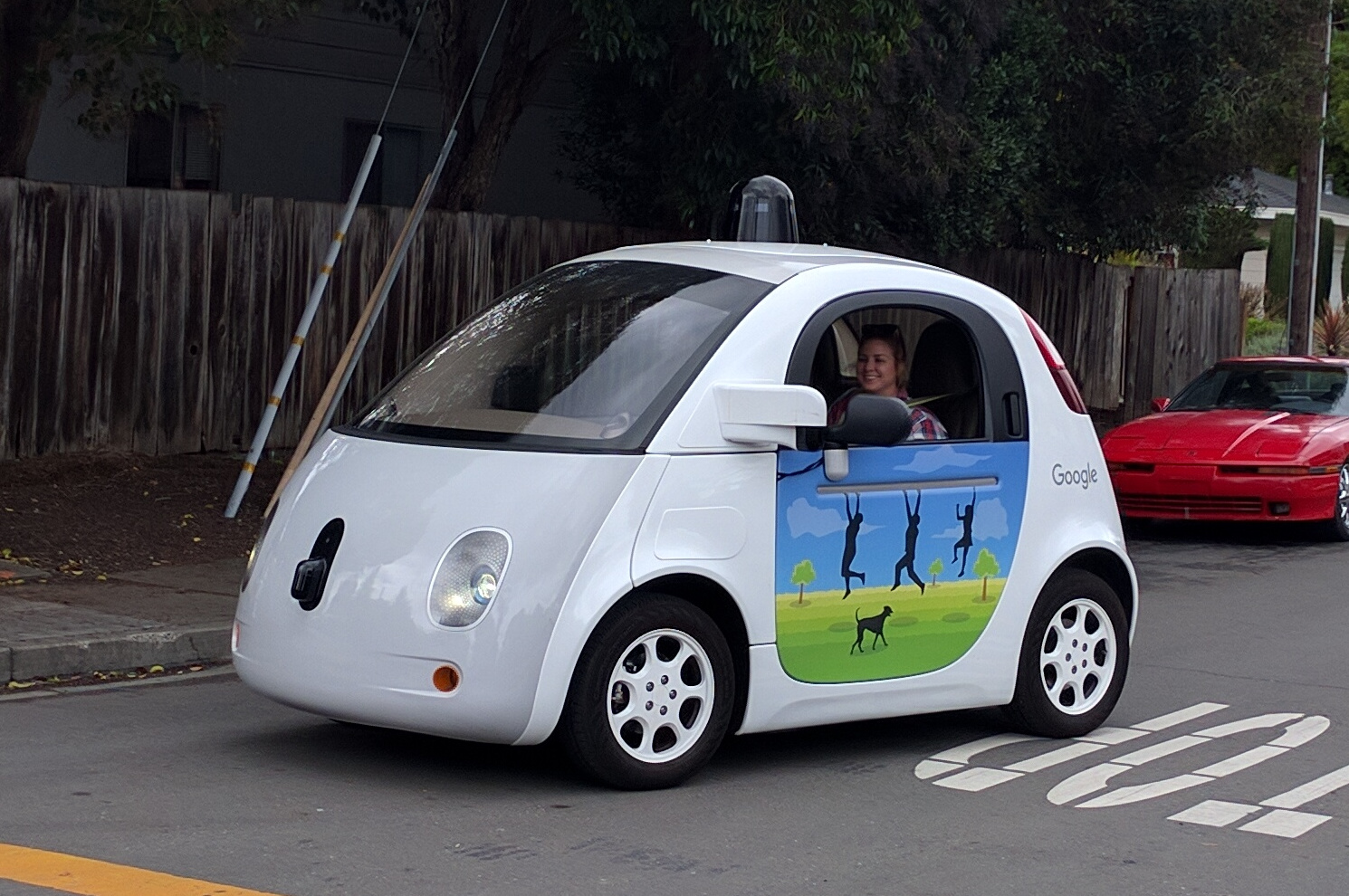
Un contxe sense conductor amb l'anterior marca de Google

Waymo és una empresa de desenvolupament de vehicles autònoms filial de l'empresa matriu de Google, Alphabet Inc., al desembre de 2016. Després es va fer càrrec del projecte de cotxe sense conductor iniciat per Google al 2009. Alphabet descriu a Waymo com a "una empresa tecnològica de cotxe sense conductor amb la missió per fer més segur i fàcil la gent i coses per moure's". La nova companyia, que estarà encapçalada per un executiu d'automoció de llarga data John Krafcik, està treballant per fer que els automòbils de conducció pròpia estiguin disponibles al públic en breu. De la companyia FAQ:
El nostre pròxim pas serà permetre que les persones jutgin cotxes autosuficients per fer coses quotidianes com fer còpies o anar a treballar.

## Història

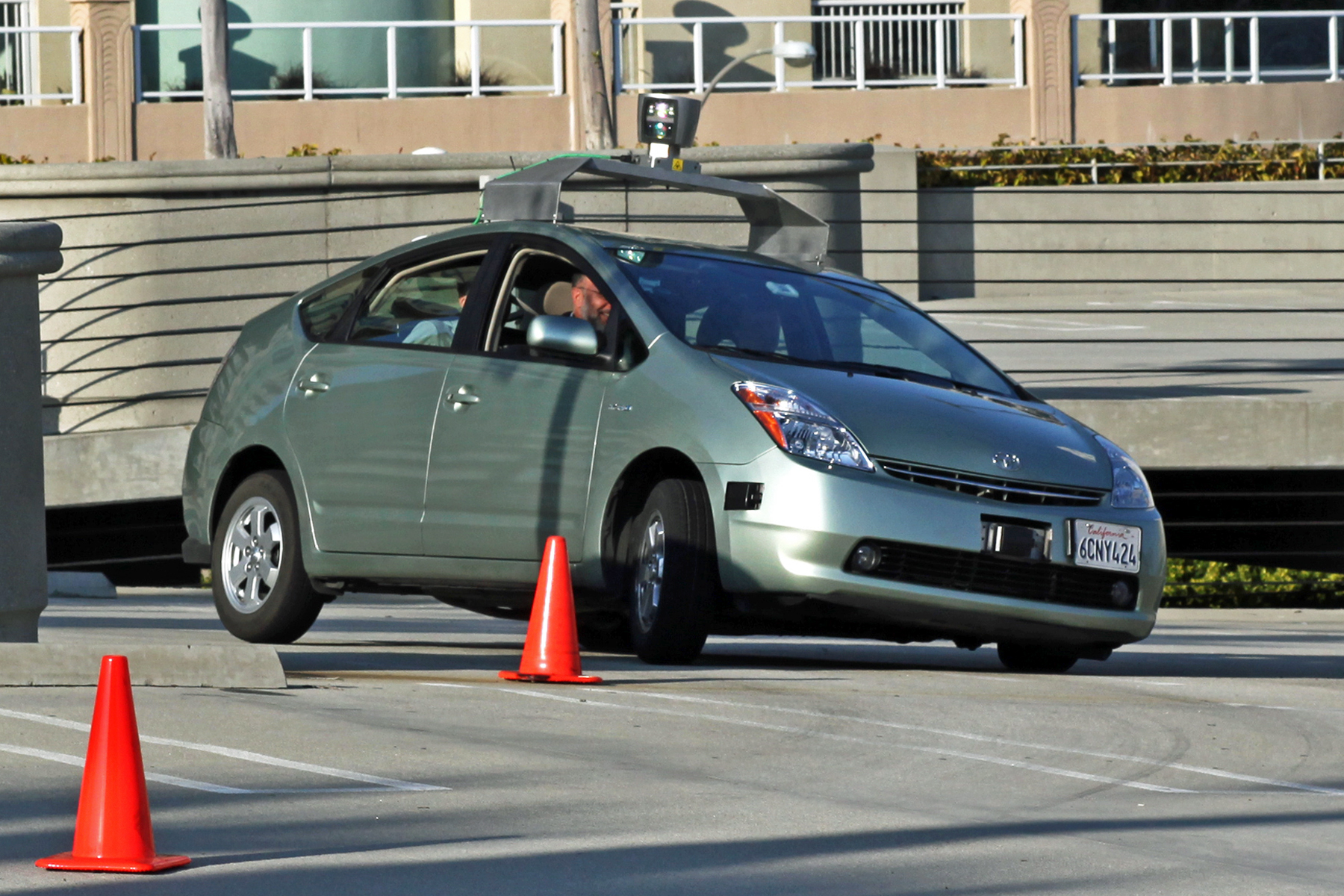
Toyota Prius modificat per a funcionar com a vehicle autoconduït durant una prova.

L'automòbil sense conductor de Google (en anglès Google driverless car) és un projecte de Google que consisteix en el desenvolupament de la tecnologia necessària per a crear cotxes sense conductor, que circulin de forma autònoma. El programari que controla els cotxes de Google s'anomena Google Chauffeur. Actualment, el líder del projecte és l'enginyer alemany de Google Sebastian Thrun, director del Stanford Artificial Intelligence Laboratory i coinventor de Google Street View. L'equip de Thrun a Stanford va crear el vehicle robòtic Stanley, que fou el guanyador del DARPA Grand Challenge el 2005, atorgat pel Departament de Defensa dels Estats Units i dotat amb un premi de dos milions de dòlars. L'equip encarregat del projecte estava format per quinze enginyers de Google, entre els quals hi havia Chris Urmson, Mike Montemerlo, i Anthony Levandowski, que havien treballat al DARPA Grand and Urban Challenges.
Aquest cotxe és capaç de conduir autònomament per ciutat i per carretera, tot detectant altres vehicles, senyals de trànsit, vianants, etc.
L'estat nord-americà de Nevada va aprovar el 29 de juny de 2011 una llei que permet l'operació de cotxes sense conductor. Google havia pressionat perquè s'establissin lleis per a cotxes sense conductor. La llei de Nevada va entrar en vigor l'1 de març de 2012, i el Nevada Department of Motor Vehicles va expedir la primera llicència per a un cotxe autònom el maig de 2012. Aquesta llicència va ser per a un Toyota Prius modificat amb la tecnologia experimental driverless de Google.
El 28 de maig de 2014, Google presentà un nou prototipus del seu automòbil sense conductor que no tenia ni volant ni pedals.
El 22 de desembre de 2014, Google revelà un prototip plenament funcional del seu automòbil sense conductor i tenia previst provar-lo a les carreteres de l'Àrea de la badia de San Francisco a partir del 2015.